# Jeremy Jago en het geheim van de Passage
Jeremy Jago Het geheim van de Passage is het eerste deel uit de achtdelige fantasy-serie geschreven door de Nederlandse schrijfster Melissa Skaye en is verschenen in september 2013. Het tweede deel, Jeremy Jago De kracht van Assingna, staat gepland voor augustus 2014. 

## Samenvatting van het boek
Jeremy Jago woont vanaf dat hij 2 jaar is in weeshuis Huize Eliza. Zijn ouders zijn onvindbaar. Meer dan zijn naam en geboortedatum weet hij niet. Zijn rechterhand heeft zes vingers waar hij niet echt trots op is. Bij bepaalde emoties komen er paarse vonken uit zijn zesde vinger, wat in een gewone wereld niet als normaal wordt gezien. Hij heeft bizarre dromen en is de aandacht die hij trekt, goed- en kwaadschiks, meer dan zat. Hij vindt veel steun bij zijn beste vrienden Semi Wolkers en Cherry Laan.
Van de ene op de andere dag belandt hij op een bizarre manier op het magische eiland Magistraal en krijgt veel schokken te verwerken. Het leven daar, de bewoners, goed en kwaad en het feit dat hij op dit wonderlijke eiland geboren is. De grote vraag is en blijft hoe hij als 2-jarige peuter midden in de nacht achter de hekken van Huize Eliza is beland. Hoe kwam hij van het eiland af dat geen eind lijkt te hebben? 
Ook komt hij erachter dat zijn vader al jaren spoorloos is, maar waarschijnlijk nog wel leeft. Een moeizame zoektocht begint waarin hij door zijn beste vrienden wordt bijgestaan en door de oude magiër Mateo Minto, met wie hij een bijzondere vriendschap ontwikkelt. Hij krijgt te maken met monsters, gecreëerd door Madison Zweers, een zeer gevaarlijke heks die erop uit is om hem kapot te maken, zoals ze dat jaren eerder bij zijn moeder heeft gedaan. 
Langzaamaan ontdekt Jeremy zijn talenten als magiër. Hij komt te weten dat de geheimen uit zijn verleden onlosmakelijk met elkaar verbonden lijken te zijn. Niet alles is wat het lijkt.